# Seznam kamenů zmizelých v Michli

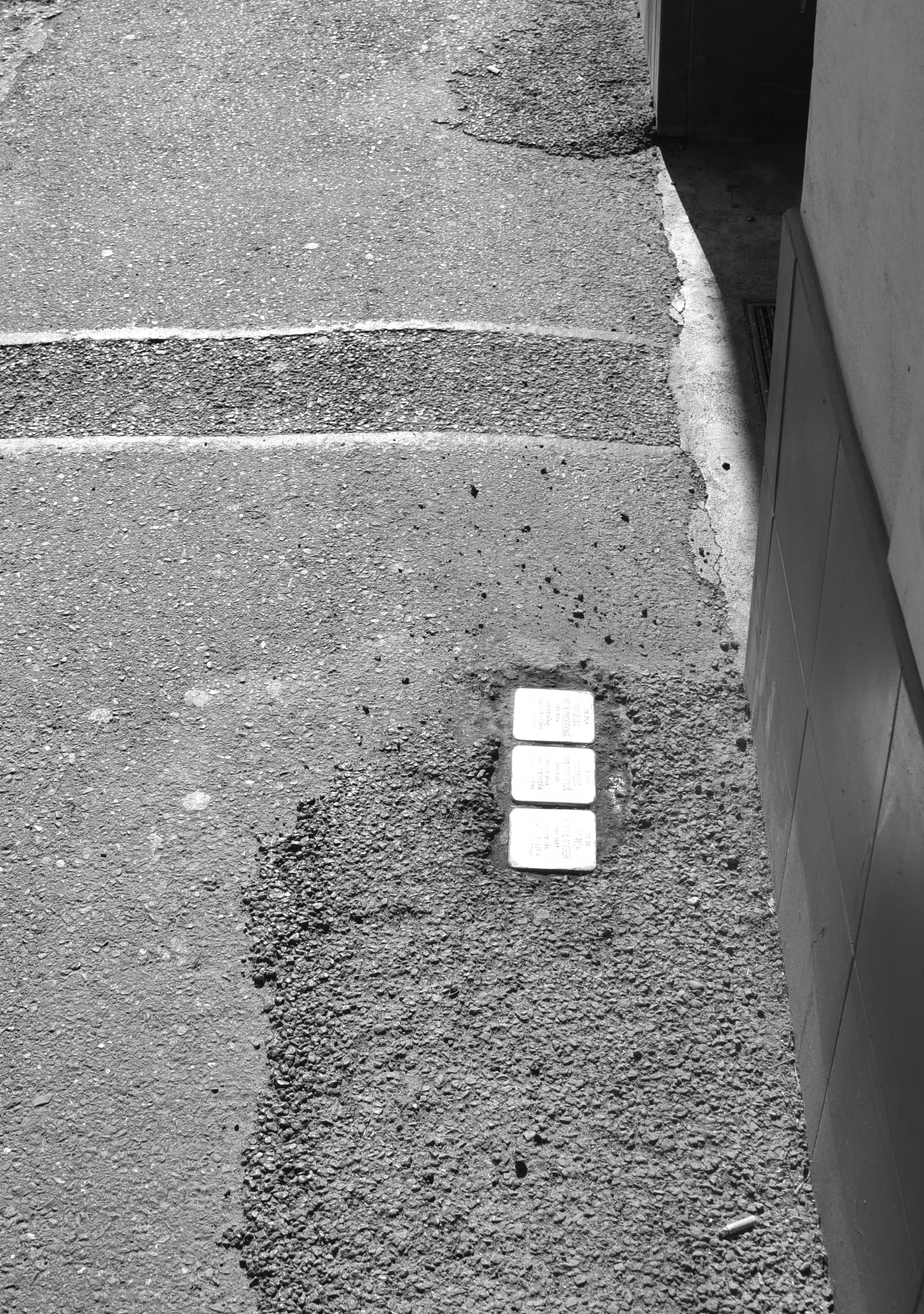
Stolpersteine v Michle

Seznam kamenů zmizelých v Michle obsahuje pamětní kameny obětem nacismu v Michle (městská čtvrť Prahy). Jsou součástí celoevropského projektu Stolpersteine německého umělce Guntera Demniga. Kameny zmizelých jsou věnovány osudu těch, kteří byli nacisty deportováni, vyhnáni, zavražděni nebo spáchali sebevraždu.
Kameny zmizelých se zpravidla nacházejí před posledním místem pobytu obětí. První instalace v Praze se uskutečnila 8. října 2008.

## Stolpersteine
V Michle se nacházejí tyto kameny zmizelých:
| Obrázek | Nápis                                                                                              | Bydliště                                                         | Jméno, život           |
| ------- | -------------------------------------------------------------------------------------------------- | ---------------------------------------------------------------- | ---------------------- |
|         | ZDE ŽILA PAVLA BECKMANNOVÁ NAR. 1880 DEPORTOVÁNA 1942 DO TEREZÍNA 1942 DO RIGY ZAVRAŽDĚNA          | Praha, U Michelského mlýna 101/17 50°3′16″ s. š., 14°27′3″ v. d. | Pavla Beckmannová      |
|         | ZDE ŽIL BEDŘICH FRIEDLANDER NAR. 1917 DEPORTOVÁN 1941 DO TEREZÍNA 1942 DO OSVĚTIMI ZAVRAŽDĚN       | Praha, Michelská 792/2 50°3′16″ s. š., 14°27′10″ v. d.           | Bedřich Friedlander    |
|         | ZDE ŽILA AUGUSTA FRIEDLANDEROVÁ NAR. 1894 DEPORTOVÁNA 1942 DO TEREZÍNA 1942 DO OSVĚTIMI ZAVRAŽDĚNA | Praha, Michelská 792/2                                           | Augusta Friedlanderová |
|         | ZDE ŽILA MATYLDA MAUTNEROVÁ NAR. 1895 DEPORTOVÁNA 1942 DO TEREZÍNA 1942 DO OSVĚTIMI ZAVRAŽDĚNA     | Praha, Michelská 792/2                                           | Matylda Mautnerová     |